# コミックトム
『コミックトム』は、潮出版社が発行していた月刊漫画雑誌。1964年3月（4月号）「希望の友」として創刊、1978年に「少年ワールド」、1980年に「コミックトム」、1998年に「コミックトムプラス」と改題を続けたが、2001年に休刊。
2012年8月、WEBコミックトムの名でウェブコミック配信サイトとして再開。かつての連載作品の再刊と並行しつつ、新作の掲載も行っている。

## 概要
創価学会第3代会長である池田大作は、1949年から2年ほど、日本正学館で少年誌『冒険少年』『少年日本』の編集長を務め、小松崎茂や山岡荘八の担当編集者だった。そのため、創価学会グループの出版活動拡大に伴い、学会員子弟（少年部員）向けの少年誌創刊が企画された。
もっとも、発行元の潮出版社は創価学会系列であるが、「希望の友」時代の連載作品である芝城太郎『四条金吾』（日蓮の弟子となった鎌倉幕府御家人が主人公）や、北野英明『牧口先生』（創価教育学会の創立者・牧口常三郎の伝記漫画）など、少数の例外を除いて、創価学会の布教的な意図を持った漫画作品はほとんどない。創価学会員の執筆者も、聖教新聞社との掛け持ちだったみなもと太郎、芝しってる、堀田あきおなど、ごく少数に留まっている。ただし、「希望の友」時代は、付録に「正本堂ジャンボポスター」（1973年1月号）が付いたり、五島勉による創価学会礼賛本『生命の若者たち』を一峰大二がコミカライズした読切漫画『どろ沼の凱歌』が掲載されたり、創価学会員にとっての聖書である『人間革命』の特集記事が組まれるなど、学会員子弟向けの企画記事も少なからずあった。
連載作品の漫画単行本は、おおむね同出版社による希望コミックスおよび関連レーベル（潮漫画文庫、KIBO COMICS カジュアルワイド SPECIAL、など）から出版され、いくつかのタイトルは休刊後も販売が続いている。
「希望の友」時代は、当時、衰退しつつあった月刊少年誌の形式で編集されており、読み物記事をメインに据えていたが、時折、漫画メインの増刊号を刊行していた。初期はナポレオンなど、池田が好む歴史的偉人の伝記作品が多かったが、70年代に入ると「小中学生のマンガ＆芸能誌」と銘打って芸能人を扱う記事も増えた。「希望の友」末期は、横山光輝『三国志』、手塚治虫『ブッダ』、北野英明『牧口先生』、藤子不二雄『ポコニャン』（藤本単独作）の4大連載を軸に、企画記事や読み物、数本の読み切り漫画で構成する誌面編成だった。小説枠では眉村卓の『時空の旅人』（連載時のタイトルは『とらえられたスクールバス』）が連載されている。この時期の編集長は栗生一郎が務め、竹尾修、大浦静雄らが編集部に在籍していた。
1978年の「少年ワールド」への改題でようやく漫画誌化されたが、横山、手塚作品以外の書店販路が乏しく、ほとんど創価学会の会館でしか買えない雑誌だったこともあり、営業的には苦戦を強いられる。みなもと太郎の代表作『風雲児たち』や、藤子不二雄『T・Pぼん』はこの「少年ワールド」時代から連載開始された。
1980年、「コミックトム」に改題されてからは青年漫画誌色を強め、星野之宣、諸星大二郎、坂口尚、安彦良和、山岸凉子、坂田靖子、倉多江美らのSF・伝奇・歴史漫画をはじめとしたマニアックな作品群を擁していたことから、競合誌だった双葉社「アクション・ヒーロー」が休刊した1980年代後半からは数少ない長編漫画専門誌となっていた。特に長期連載の歴史漫画が多いことが特徴で、10年以上に渡る長期連載も多かったが、『三国志』の官渡の戦い前後、『風雲児たち』の19世紀前半など、編集部側の都合で端折られた箇所も存在する。
また、『T・Pぼん』『石の花』『虹色のトロツキー』など、80年代以降のマニアックな歴史漫画では、本誌記事や単行本解説・インタビューなどで浮田信行という担当編集者の存在が言及されている。浮田は後に編集長となり、休刊後も2017年まで潮出版社に在籍していた。

## 執筆陣
創価学会の出版部門なので財力に余裕があったことから、創刊直後から積極的に大物作家へ原稿依頼していた。
1967年から「希望ライフ」「希望の友」で『水滸伝』を連載していた横山光輝は、1971年から引き続き『三国志』を15年の長期にわたり連載。1975年に発行された横山光輝『三国志』単行本巻末の「希望の友」の広告には「予約注文制」「お手数でも書店に定期購読のお申し込みを」という漫画雑誌としては異例の文字が見られた。『三国志』完結後も『項羽と劉邦』『殷周伝説』を連載したが、『殷周伝説』完結と横山の体調悪化が「コミックトムプラス」休刊の理由となった。
手塚治虫も「希望の友」時代から『ブッダ』『ルードウィヒ・B』を連載。『ルードウィヒ・B』は手塚の絶筆作品のひとつである。また、「希望の友」時代は手塚の弟子筋である北野英明が連載していたが、「少年ワールド」以降も坂口尚、石坂啓、堀田あきおなどが執筆陣に加わっている。小室孝太郎が最後に少年漫画を描いたのも「少年ワールド」だった。手塚は大阪時代に池田が編集していた『冒険少年』を、『漫画少年』（学童社）と共に、「上京したら描きたい雑誌」として挙げていた。
藤子不二雄の藤本弘は、『ポコニャン』を「希望の友」に、『T・Pぼん』を「少年ワールド」「コミックトム」に連載したが、『T・Pぼん』は藤本の死去により未完となった。また、藤子不二雄の安孫子素雄は藤本より早く、「希望の友」（1972年夏休み増刊号）に読み切り『鳥人くーん』を執筆し、「コミックトム」では『パーマンの指定席』という映画エッセイを長期連載していた。
石ノ森章太郎は、一般的な少年漫画誌ではあまり好まれない時代劇作品の『太陽伝』『宮本武蔵』『変身忍者 嵐』を「希望の友」時代に掲載していた。「希望の友」時代には、水木しげる、矢口高雄、ジョージ秋山、永井豪、上村一夫、宮谷一彦、あすなひろし、矢代まさこなどもゲストで読み切り漫画を掲載している。
歴史漫画を好む傾向は「希望の友」時代から強く、影丸穣也などがよく読み切りを描いていた。内山まもるはタツノコプロに在籍中、編集部から誘われ、32ページの読み切り漫画『チェ・ゲバラ』でデビューしている。「コミックトム」になってからは、著名作家を集めて『宮沢賢治漫画館』という企画シリーズも行われている。
「コミックトム」改題後は異色の長編漫画専門誌として、漫画家たちの間で評判となっていたが、編集部社員の多くがコミック部門のプロパー（専門編集者）ではなかったことから、牧歌的な逸話がいくつか語られている。
たとえば安彦良和は、特に面識接点もなかったのに何故か毎月献本されており、アニメーター時代の先輩だった坂口尚が昭和期に連載していた歴史長編『石の花』を羨ましく思っていたことから、平成期に入り持ち込みに近い形で『虹色のトロツキー』を連載開始した。また「プチフラワー」で『辺境警備』を連載していた紫堂恭子は、編集部宛に送られてきたファンレターに「コミックトム」の編集者からの原稿依頼が混じっており、返信したことから、姉妹作『グラン・ローヴァ物語』の連載が始まっている。
一方、漫画のプロパーではなかったが、月刊誌『潮』の編集経験者が多くおり、創価学会や創価大学の学術的なコネクションも使うことができたため、歴史漫画に必要な関係者への取材や学術資料の手配など、普通の漫画誌では不得手な作業には長けていた。

## 主な連載漫画
- 手塚治虫：「ブッダ」「ルードウィヒ・B」
- 横山光輝：「水滸伝」「三国志」「項羽と劉邦」「殷周伝説」
- 藤子不二雄（藤本弘）：「ポコニャン」「T・Pぼん」
- 藤子不二雄（安孫子素雄）：「パーマンの指定席」 - 映画エッセイ
- みなもと太郎：「レ・ミゼラブル」「風雲児たち」「雲竜奔馬」
- 星野之宣：「宗像教授伝奇考」シリーズ、「ヤマタイカ」
- 諸星大二郎：「無面目」「太公望伝」「西遊妖猿伝」など
- 坂口尚：「12色物語」「石の花」「VERSION」
- 倉多江美：「静粛に、天才只今勉強中!」
- 坂田靖子：「アジア変幻記」シリーズ
- 山岸凉子：「ツタンカーメン」「青青の時代」
- 安彦良和：「虹色のトロツキー」
- 紫堂恭子：「グラン・ローヴァ物語」「ブルー・インフェリア」
- 山田章博：「荒神記」（原案：菊地秀行）
- 仲宗根ミーコ：「ウチナーンチュ ホテル・ハイビスカスの人々」
- 内田春菊：「クマグス」（原作：山村基毅） - 未完
- 岡野玲子：「コーリング」 - 原作はパトリシア・A.マキリップの『妖女サイベルの呼び声』（原題『The Forgotten Beasts of Eld（エルドの忘れられた獣達）』）
- 板橋しゅうほう：「セブンブリッジ」「スリックスター」
- 夏目房之介：「夏目房之介の読書学」「賢明なる味噌」「偉人てんがく」
- はしもといわお：「大日本清貧党」
- 石坂啓：「ハルコロ」（原作：本多勝一）
- いしいひさいち：「鏡の国の戦争」
- たがみよしひさ：「お江戸忍法帖」
- 松本零士　：「児女英雄伝」「天使の時空船」
- 神坂智子：「カラモランの大空」
- 樹村みのり：「あざみの花」
- くさか里樹：「永遠の都」
- 三山のぼる：「ゼウス」
- 小道迷子：「しょうじょ探偵団」
- 白井恵理子：「GOGO玄徳くん!!」
- 青柳裕介：「六尺ふんどし」
- 高室弓生：「ニタイとキナナ」
- 長谷川哲也：「青年ナポレオン」 - 著者の代表作である『ナポレオン -獅子の時代-』の原型にあたる作品だが、絵柄は大きく異なる。600ページほど描かれているが、未単行本化。
- 神田たけ志：「北の獅子　真説・土方歳三伝」
- 松久由宇：「風の戦士」
- 堀田あきお：「アジアのディープな歩き方」
- あすなひろし、畑中純、水木しげる、スズキコージ、永島慎二、たむらしげる他：「宮沢賢治漫画館」
- 山崎浩：「山猫先生の”物語”」

## 『希望の友』『少年ワールド』時代の連載漫画
- わちさんぺい：「黄菊白菊」 - 「希望の友」創刊号からの連載。
- 石川球太：「サランガ」「ビッグファング 大いなる牙」
- 一峰大二：「超人カピカ」
- 芝城太郎：「四条金吾」
- 石ノ森章太郎：「太陽伝」「変身忍者 嵐」
- 北野英明：「牧口先生」「ザ・グレイトマン」
- 池原成利：「魔女っ子メグちゃん」
- 佐藤由美子：「リア王」
- 山根赤鬼：「丸井せん平」
- 古谷三敏：「マンション大統領」
- どおくまんプロ：「SFしらけ博士」
- 久松文雄：「テムジン」「劇画 黄金の日日」（原作：城山三郎）
- モンキー・パンチ：「怪傑ゼロ」
- ながやす巧：「リングの鷲」
- 影丸穣也：「ワイルド・タウン」
- 吉沢やすみ：「-3ちゃん」
- 藤子不二雄・しのだひでお：「ぼくんちのタコくん」

## 『WEBコミックトム』連載漫画
- もりたゆうこ：「ワイルドファミリー」（2012年 - 終了）
- 佐藤ヒロシ：「エロビオグラフィア」（2012年 - 終了） - 原作はプルターク『プルターク英雄伝』。コミックスのタイトルも「プルターク英雄伝」に戻して発売された。
- くさか里樹：「すぐ死ぬんだから」（原作：内館牧子）
- 本庄敬：「三国志メシ」
- 佐藤ヒロシ：「紀元ギルシア」（原作：瀬名秀明、坂口尚）
- 白井恵理子：「STOP劉備くん!!リターンズ」